# Novello Pallanti
Novello Pallanti (Bagno a Ripoli, 13 settembre 1928 – 29 gennaio 1996) è stato un politico e sindacalista italiano.

## Biografia
Sindacalista della CGIL, dal 1975 al 1979 è segretario generale della Camera del Lavoro di Firenze.
Esponente del Partito Comunista Italiano, alle politiche del 1979 fu eletto alla Camera nella circoscrizione Firenze-Pistoia (con 12.516 preferenze); fu confermato alle politiche del 1983 (con 10.706 preferenze) e alle politiche del 1987 (con 13.823 preferenze). Nel 1991 aderì al neonato Partito Democratico della Sinistra. Terminò il mandato parlamentare nel 1992.